# Alirajpur
Alirajpur es una localidad de la India, centro administrativo del distrito de Alirajpur en el estado de Madhya Pradesh.

## Geografía
Se encuentra a una altitud de 291 m s. n. m. a 399 km de la capital estatal, Bhopal, en la zona horaria UTC +5:30.

## Demografía
Según estimación 2010 contaba con una población de 27 849 habitantes.